# Pleurothallis lobata
Pleurothallis lobata är en orkidéart som beskrevs av Carlyle August Luer. Pleurothallis lobata ingår i släktet Pleurothallis och familjen orkidéer. Inga underarter finns listade i Catalogue of Life.